# Paolino II
Paolino di Aquileia, o Paolino II (in latino Paulinus Aquileiensis; Premariacco, 730 circa – Cividale, 11 gennaio 802), è stato un vescovo, teologo e poeta italiano nonché uno dei principali intellettuali attivi nella cosiddetta Rinascita carolingia. Fu patriarca di Aquileia dal 787 fino alla sua morte. È venerato come santo dalla Chiesa cattolica che lo ricorda l’11 gennaio.

## Biografia

### Origini e Formazione
Nonostante non si abbiano notizie certe in merito alla sua origine e alla sua famiglia – che fu verosimilmente di stirpe latina, e non longobarda –, l’attribuzione di alcuni beni in questa regione documentata da una serie di diplomi, così come la testimonianza di Alcuino di York, che in seguito definirà l’Italia come sua patria in un’epistola poetica indirizzatagli, sembrano indicare la sua provenienza proprio dal territorio della metropoli della Chiesa cristiana. D’altra parte, stupisce che negli scritti superstiti Paolino non dimostri mai di conoscere Paolo Diacono, anch’egli scrittore di sicura origine cividalese, nonostante i due fossero pressoché contemporanei e avessero una storia simile.
È probabile, sulla base di considerazioni stilistiche emerse dalle sue opere, che anche la sua educazione sia avvenuta nell’Italia nordorientale, probabilmente nell’ambito della stessa scuola canonicale di Cividale, dove Paolino acquisì una solida formazione nelle sette arti liberali trasmesse dalla cultura classica, eccellendo, in particolare, per le sue doti di poeta e di musico. Profonda fu anche la sua preparazione nelle discipline ecclesiastiche, come la conoscenza della Sacra Scrittura, la liturgia, la teologia e il diritto.
Paolino, dunque, dovette presto emergere come uno dei rappresentanti più qualificati del clero aquileiese e come rinomato maestro di scuola, professione che esercitò forse presso il medesimo studium vescovile successivamente all’ordinazione come canonico.

### L’attività presso laSchola Palatina
Fu per la sua eccezionale formazione retorica e culturale, sia in ambito classico che cristiano, che probabilmente venne ulteriormente consolidata anche frequentando scuole di più antica tradizione come quelle di Pavia o Roma, che Paolino attirò l’attenzione di Carlo Magno, quando nel 774 il re franco conquistò il Regno Longobardo nell’Italia settentrionale. 
La prima attestazione storica sicura in merito alla sua figura è, infatti, un diploma, datato Ivrea il 17 giugno 776, con cui il sovrano concede a Paolino, definito vir valde venerabilis e artis grammaticae magister, i beni in precedenza posseduti a Lavariano dal longobardo Gualando, che aveva partecipato all’insurrezione antifranca guidata nei primi mesi di quell’anno da Rotgaudo, duca del Friuli, e vi aveva perso la vita. Il diploma, che gli assegnava ampie proprietà, forse in virtù della lealtà dimostrata in quell’occasione, proprio nella zona che si era rivelata più difficile da controllare e meno disposta ad accettare il nuovo regime, dimostra come Paolino fosse già in quel momento una persona considerata affidabile e degna di stima dalla corte franca.
Presumibilmente, il dono regale seguiva l’invito, nello stesso anno, a trasferirsi presso la corte di Carlo Magno ad Aquisgrana, in qualità di grammaticus magister. È infatti possibile supporre che Carlo, presente a Treviso nella celebrazione della Pasqua del 776, abbia conosciuto Paolino, al seguito del patriarca Sigualdo, quando il re vincitore ricevette l’ossequio dei nuovi sudditi longobardi ed italici, ed abbia allora potuto ascoltare l’inno laudativo Regi Regum, composto da Paolino proprio per quell’occasione.
Per circa una decina d’anni Paolino si trovò alla corte di Carlo Magno e fu uno dei più attivi componenti del circolo di intellettuali che indirizzò la politica culturale ed educativa del regno franco. Paolino frequentò l’Accademia Palatina, un cenacolo di intellettuali provenienti da ogni parte dell’impero carolingio, in cui fu conosciuto con lo pseudonimo di Timoteo; appellativo che doveva evocare l’omonimo teologo esperto della Sacra Scrittura, noto discepolo dell’apostolo Paolo. 
Presso la corte di Carlo, Paolino diventò una delle personalità più eminenti della cultura e della spiritualità dell’epoca, ricevendo grande stima e ammirazione da parte dei più qualificati esponenti della cultura del tempo, fra cui Arnone, arcivescovo di Salisburgo dal 784, Angilberto, abate di Saint-Riquier, Pietro di Pisa e, soprattutto, Alcuino di York, con il quale strinse una profonda amicizia, testimoniata da numerose lettere.
Nel periodo passato a corte Paolino svolse certamente attività di maestro; ma vari indizi farebbero pensare che abbia anche avuto funzioni di poeta ufficiale, come suggerito da alcuni carmi: oltre a Regi regum, il Carmen de conversione Saxonum – in esametri, composto nel 777 per celebrare le vittoriose spedizioni di Carlo contro i Sassoni –, e due epitaffi del 778, rispettivamente per Lotario, figlio di Carlo morto in tenera età, e per il nobile Eggihard, ucciso nella battaglia di Roncisvalle.
Grazie all’attività a corte di Paolino, dunque, è possibile affermare che l’eredità delle scuole dell’ultima età longobarda venne raccolta all’interno di un progetto più ampio che contribuì a formare una tradizione europea destinata a durare per secoli.

### Patriarca di Aquileia
Attorno al 787, Paolino – ormai uomo fidato e consapevole delle linee di politica culturale e religiosa carolingie – fu designato da Carlo a succedere a Sigualdo come patriarca di Aquileia, un episcopato di importanza strategica per l’espansione franca verso i territori non cristianizzati degli Slavi e degli Avari. Dopo un decennio di soggiorno a corte, Paolino ritornò, così, in patria e prese residenza a Cividale, dov’era ormai stabilita la sede vescovile di Aquileia (la città, infatti, era stata ridotta a un piccolo villaggio dopo la sua distruzione ad opera di Attila nel 452). La sua diocesi abbracciava, allora, all’incirca tutta la pianura friulana, ad eccezione delle coste adriatiche soggette a Bisanzio e obbedienti al patriarca residente a Grado; la sua giurisdizione metropolitica si estendeva, invece, alle diocesi dell’Italia padana orientale, da Verona all’Istria, fino ai fiumi Danubio, Solta e Culpa verso oriente.
Nella sua nuova veste di patriarca, Paolino fu uno dei protagonisti della vita religiosa del regno carolingio, e si guadagnò fama di teologo autorevole e di attento pastore, non mancando di svolgere anche delicati incarichi diplomatici per conto del sovrano.
Abbiamo notizia, infatti, di un suo intervento come missus dominicus, insieme ad Arnone di Salisburgo e Fardolfo di Saint-Denis, per dirimere una controversia relativa a un’abbazia dell’area pistoiese; e, successivamente, fu inviato come ambasciatore di Carlo a Roma presso papa Leone III.
Inoltre, nel 796 accompagnò Pipino, re d’Italia e figlio di Carlo, nella campagna militare contro gli Avari, che depredavano tutto l’arco alpino orientale e minacciavano l’Italia. Nell’estate dello stesso anno, dopo che gli Avari furono ripetutamente sconfitti, Paolino presiedette un sinodo presso l’accampamento militare di Pipino, stanziato in un luogo imprecisato lungo le rive del Danubio, nel corso del quale i vescovi definirono la linea di condotta da seguire nell’evangelizzazione e nella catechesi dei territori recentemente conquistati e abitati dalle popolazioni degli Avari e degli Slavi. Ne rimane l’incompleta relazione degli atti, il Conventus ad ripas Danubii, stilata dallo stesso Paolino a nome dei vescovi franco-italici. 
In quanto uomo di fiducia di Carlo in Italia, Paolino fu anche amico del margravio franco del Friuli, Enrico, per il quale compose il Liber exhortationis, un trattato morale ricavato da analoghe opere patristiche, considerato uno dei primi esempi medievali di speculum principis; e nel 799, quando Erico fu ucciso nel corso di una spedizione militare contro gli Avari, lo commemorò componendo per lui un lamento celebrativo.
Paolino fu un sollecito difensore dell’integrità della dottrina cattolica.
Nel 792 partecipò al sinodo di Ratisbona, nel quale venne per la prima volta condannata la dottrina adozionista – che riduceva Cristo a mero uomo, adottato a Figlio di Dio per i suoi meriti –, predicata in Spagna da Elipando di Toledo e Felice di Urgell. In questa circostanza, Carlo Magno riconfermò al patriarcato di Aquileia il possesso dei beni ad esso conferiti dai sovrani longobardi, assieme al privilegio dell’immunità che li sottraeva alla giurisdizione civile, e restituì al clero aquileiese il diritto di eleggere liberamente il patriarca, salva l’approvazione del re.
Nel 794 fu, inoltre, tra i protagonisti del sinodo di Francoforte, convocato da Carlo stesso in seguito al dilagare dell’eresia adozionista nella Marca spagnola, nel quale si giunse a una nuova e più decisa condanna dell’adozionismo alla presenza di alcuni legati papali; qui Paolino presentò, a nome dell’intero episcopato italiano, il Libellus Sacrosyllabus, una confutazione delle tesi adozioniste basata su argomenti scritturali che fu accolta negli atti sinodali, e che è considerato il suo trattato teologico più importante.
Di ritorno in patria, alla fine del 796 o all’inizio del 797, egli convocò un sinodo a Cividale, cui presero parte i vescovi suffraganei di Aquileia per applicare le direttive di disciplina ecclesiastica dettate dalla corte nell'Admonitio generalis del 787; in questa sede vennero affrontate soprattutto questioni di disciplina ecclesiastica e di regolamentazione matrimoniale, ma il patriarca si soffermò anche su temi di carattere teologico, e in particolare sull’adozione della formula Filioque relativamente alla processione dello Spirito Santo all’interno del Credo. Probabilmente nel 798 Paolino, divenuto ormai uno dei più illustri teologi del tempo, ricevette da Carlo l’incarico di confutare in modo definitivo la dottrina adozionista, i cui sostenitori erano ancora attivi; il medesimo incarico venne contemporaneamente assegnato ad altri dotti, come Alcuino e Arnone. Paolino redasse, quindi, un trattato in tre libri, noto come Contra Felicem Urgellitanum episcopum libri tres; che venne completato soltanto dopo che Felice fu costretto all’abiura nel giugno del 799.
Al nome di Paolino è legata anche la riforma liturgica a cui andò incontro la Chiesa Aquileiese nel corso del IX secolo, con l’adozione delle pratiche liturgiche di tradizione romana a sostituzione di quelle locali, verosimilmente sulla scia del grande movimento di uniformazione liturgica promosso da Carlo Magno nei territori dell’impero. Tuttavia, nonostante la sua fervida attività pastorale e la ricca produzione letteraria, scarsi sono i documenti in grado di attestare le novità liturgiche da lui apportate nella tradizione aquileiese.
Secondo la tradizione, Paolino morì l’11 gennaio dell’802. Venne grandemente stimato come letterato e teologo dai suoi contemporanei, e la sua autorevolezza rimase nella memoria degli uomini di cultura per tutto il IX secolo; di lui, infatti, parlano con deferenza Ermoldo Nigello, Rabano Mauro, Valafrido Strabone e Incmaro di Reims.

## Opere

### La produzione letteraria
Paolino ha svolto un’intensa attività come intellettuale e poeta nel clima culturale della Rinascita carolingia.
La sua produzione poetica, che conobbe un’ampia diffusione per tutto il Medioevo – in particolare i suoi componimenti ritmici, che divennero un modello destinato a perdurare a lungo, soprattutto oltralpe – è caratterizzata da un intenso sperimentalismo, sia dal punto di vista contenutistico che formale.
Paolino fu, peraltro, secondo una notizia riportata da Valafrido Strabone, innovatore nell’ambito dell’innografia liturgica, promuovendo l’introduzione nella liturgia di inni di composizione recente, alcuni da lui stesso elaborati.
Gli viene anche unanimemente riconosciuta dalla critica una grande maestria nella versificazione metrica conforme al ritmo accentuativo, e fu antesignano e maestro nella creazione di prototipe forme poetico-musicali, quali il planctus, il tropo, la sequenza e il dramma sacro.
Il corpus poetico, come definito da Dag Norberg nel 1979, comprende una ventina di componimenti poetici, appartenenti al genere epistolare, biblico, agiografico, storico, celebrativo, impetratorio e teologico. Esso è costituto, nello specifico, da tre carmi in esametri – una parafrasi del Credo, nota come Regula fidei, e due epistole poetiche; la prima rivolta a un ecclesiastico di nome Zaccaria, la seconda a un amico di cui non è fatto il nome – e da 14 componimenti in versi ritmici, per lo più di argomento religioso. Fra questi si trovano, infatti, diversi inni per la celebrazione di feste liturgiche, due poesie di argomento biblico, una preghiera per invocare un mutamento del tempo, un inno sulla carità e uno sulla penitenza.
A questo corpus, la cui autenticità è per lo più accettata, è stato proposto recentemente di aggiungere quattro componimenti di corte, ossia il carme pasquale e celebrativo Regi Regum, il Carmen de conversione Saxonum e i due epitaffi per Lotario ed Eggihard, oltre che i due ritmi abbecedari De bonis e De malis sacerdotibus.
Si discute, invece, se si debba a Paolino il lamento retrospettivo De destructione Aquileiae – pubblicato in appendice all’edizione di Norberg – sulla rovina della città ai tempi delle invasioni unne.
Nella sua produzione poetica, Paolino manifesta il proprio debito nei confronti di una tradizione che attinge tanto dal vasto bacino classico quanto da quello biblico e patristico.
Nelle sue poesie si trovano, infatti, sia citazioni ed allusioni ai classici più noti – Virgilio, Lucano, Catullo, Orazio e Giovenale e poeti cristiani tardoantichi come Giovenco e Sedulio –, ma anche ad alcuni autori la cui presenza è meno scontata ed è indice dell'ampio bagaglio culturale di Paolino: tra questi vi sono gli Aratea di Germanico (la cui tradizione altomedievale resta tuttora oscura) o Silio Italico, la cui citazione, almeno in uno dei tre casi rilevabili, non appare filtrata dalla lettura di Giovenco. Davvero singolari sono, inoltre, le ripetute allusioni alle Eclogae di Nemesiano, un testo raro, ma imitato anche da Paolo Diacono, e ad Aldelmo di Malmesbury, poeta anglosassone le cui opere furono, verosimilmente, conosciute durante il soggiorno presso la corte “internazionale” di Carlo Magno. 
Per le composizioni ritmiche, i modelli più copiosi di Paolino sono però i rhytmi di autori precedenti, come Ambrogio, Paolino da Nola, Aratore, Cipriano Gallo, Draconzio, Prudenzio, l’aquileiese Venanzio Fortunato, Isidoro e Beda.
La produzione in prosa di Paolino, al contrario – che comprende alcuni trattati teologici e pastorali, come il Libellus Sacrosyllabus e i Contra Felicem libri tres, nonché alcune lettere conservate e scritte in occasione dell’invio a Carlo degli atti del sinodo cividalese del 796 e del Contra Felicem – appare piuttosto retorica e artificiosa, e risponde a canoni stilistici precedenti a quelli che si stavano progressivamente elaborando nella prima età carolingia, basati su un’adesione più stretta ai modelli della prosa d’arte della tarda antichità cristiana. Ciò nonostante, non mancano anche in questo campo gli elementi di originalità, evidenti soprattutto nel Liber exhortationis, considerato l’iniziatore del genere, che sarà molto diffuso nel Medioevo, degli specula principum.

### Opere in prosa
- Libellus Sacrosyllabus: opera di carattere anti-adozionista, scritta da Paolino nel 794 in occasione del Concilio di Francoforte a nome dell’episcopato italiano, per condannare l’eresia diffusa nel territorio ispanico da Elipando, arcivescovo di Toledo e Felice di Urgell. Si tratta di una densa opera teologico-apologetica, che ci è pervenuta in duplice redazione, la prima ufficiale e indirizzata al re Carlo, la seconda di carattere personale. Nella prima parte vengono messe in luce le conseguenze assurde che derivano dall’ipotesi dell’adozione di Cristo, nato dalla Vergine, come figlio di Dio e si dimostra, con numerose citazioni, che essa contraddice la Scrittura. Nella seconda parte si passa, quindi, a esporre con chiarezza la dottrina ortodossa, secondo cui l’unico e vero figlio di Dio ha preso carne ex Maria, ma resta il medesimo Dio nelle due nature: una stessa persona, dunque, era allo stesso tempo Figlio di Dio e figlio dell’uomo. Il testo ci è tramandato in 6 manoscritti, la maggior parte dei quali risale al IX secolo:

1. München, Bayerische Staatsbibliothek, Clm 14468
2. Paris, Bibliothèque Nationale de France, lat. 1568
3. Paris, Bibliothèque Nationale de France, lat. 4628 A
4. Paris, Bibliothèque Nationale de France, lat. 4631
5. Paris, Bibliothèque Nationale de France, lat. 10758
6. Reims, Bibliothèque d’Etude et du Patrimoine 385 (E. 249)

- Contra Felicem Urgellitanum episcopum libri tres: altro scritto di tono polemico contro l’adozionismo, considerato come la sintesi di tutti gli errori cristologici, noto anche come Contra novellos improbae Felicianae sectae errores. L’opera, in tre libri, è stata composta probabilmente tra il 798 e l’800 su invito di Carlo Magno e con l’obbiettivo di confutare definitivamente l’eresia di Felice di Urgell. Ci è conservato in tre manoscritti, databili tra IX e XII secolo:

1. Città del Vaticano, Biblioteca Apostolica Vaticana, Reg. lat. 192
2. Paris, Bibliothèque Nationale de France, lat. 2846
3. Troyes, Médiathèque Jacques-Chirac, Fonds ancien 1398

- Liber exhortationis ad quemdam comitem: trattato sulle virtù e i doveri dei laici, scritto per un anonimo amicus in saeculo militans e desideroso di progredire nella vita cristiana, che è stato univocamente identificato con il franco Enrico, margravio del Friuli, del quale Paolino fu padre spirituale. La datazione dell’opera non è certa, ma è stata scritta certamente prima del 799, anno in cui Erico morì in battaglia. Il trattato morale è in gran parte una compilazione ricavata da fonti precedenti, in particolare il De vita contemplativa di Giuliano Pomerio e l'Admonitio ad filium spiritualem che circolava nell’alto medioevo sotto il nome di san Basilio, ma questo libro costituisce la prima opera di meditazione e di ascesi rivolta a un laico. L’errata attribuzione di quest’opera ad Agostino provocò un’ampia diffusione manoscritta della stessa a partire dal X secolo, con più di un centinaio di testimoni conservati. Solo un testimone, tuttavia, attribuisce esplicitamente il Liber a Paolino, ossia il codice più antico (Parigino lat. 2996, detto Colbertinus).

- Conventus episcoporum ad ripas Danubii: incompleta relazione degli atti del concilio di vescovi riunitosi nel campo militare di Pipino sulle rive del Danubio nell’estate del 796, stilata dallo stesso Paolino a nome dei vescovi franco-italici. In essa si insiste sui modi benigni e pacifici della conversione degli Avari e degli Slavi, nonché sull’esigenza di tradurre i testi fondamentali di dottrina e preghiera nella lingua dei vinti per avvicinarli alla nuova religione.

- ·Concilium Foroiuliense: completa relazione degli atti del concilio riunito a Cividale nel 796 da Paolino stesso, in cui si espone l’articolata riflessione teologica del patriarca. È trasmessa in due soli manoscritti del IX secolo:

1. Città del Vaticano, Biblioteca Apostolica Vaticana, Vat. lat. 3827
2. München, Bayerische Staatsbibliothek, Clm 14468

### Ritmi e Carmi
- Regi Regum: inno che si compone di 18 terzine di doppi settenari, modulati nel fluire dalla rima continua. È un componimento a destinazione liturgica, composto verosimilmente per la celebrazione della Pasqua del 14 aprile 776, ma anche encomiastico nei confronti di re Carlo. La caratteristica del ritmo, infatti, è quella di contemperare, mettendoli in un rapporto di connessione interdipendente, i due motivi del canto: la celebrazione pasquale di Cristo risorto e vittorioso sul potere degli inferi e della morte e la professione politico-encomiastica di gratitudine al “Re dei re” per aver donato la corona regale dei Franchi a Carlo, sovrano capace di guidare le genti assoggettate al servizio di Cristo e di farle convivere in pace. Il ritmo è conservato in un solo manoscritto: Paris, Bibliothèque Nationale de France, lat. 13027.

- Carmen de conversione Saxonum: poemetto di 75 esametri e diviso in tre sezioni, composto nel 777 per celebrare le vittoriose spedizioni di Carlo contro i Sassoni e la loro successiva conversione al cristianesimo. Il carme ci è pervenuto tramite l’edizione di Frobenius Forster delle opere di Alcuino del 1777, in base a un codice della metà del IX secolo e proveniente da Ratisbona, oggi perduto. La sua paternità è stata discussa a lungo, ed è stato alternativamente attribuito ad Alcuino da York, Lullo di Magonza o Angilberto. Oggi, tuttavia, la critica sembra propendere per l’attribuzione a Paolino stesso.

- Epithapium Chlodarii pueri regis: epitaffio in distici elegiaci, composto in memoria del fratellino gemello di Ludovico il Pio, figlio di Carlo e Ildegarda, che morì neonato il 2 febbraio 778. Le parole d’addio al giovane principe sono poste sulle labbra dei genitori stessi, con funzione patetica. È conservato da quattro manoscritti:

1. Città del Vaticano, Biblioteca Apostolica Vaticana, Reg. lat. 421
2. London, British Library, Harley 3685
3. Paris, Bibliothèque Nationale de France, lat. 528
4. Sankt Gallen, Stiftsbibliothek 899

- Epitaphium Aggiardi: epitaffio, sempre in distici elegiaci, per il nobile franco Eggihard, siniscalco di corte caduto durante la battaglia di Roncisvalle del 778. È tradito da un sole testimone: Paris, Bibliothèque Nationale de France, lat. 4841.

- Regula Fidei: poemetto di 151 esametri che consiste in una professione di fede nei dogmi teologici fondamentali che qualificano la cattolicità cristiana, e che in due manoscritti segue il Contra Felicem. L’opera è pervenuta in tre manoscritti:

1. Città del Vaticano, Biblioteca Apostolica Vaticana, Reg. lat. 192
2. London, British Library, Harley 3091
3. Paris, Bibliothèque Nationale de France, lat. 2846

- Versus de Henrico duce: ritmo funebre composto per le esequie di Enrico, margravio del Friuli, morto nel settembre del 799 a causa di un’imboscata tesa da alcune bande armate locali. L’opera si caratterizza per i temi dell’elogio e per gli accenti lirici volti a commemorare il defunto, di cui sono ricordate le virtù e le sue doti di uomo, cristiano e guerriero, nonché le imprese militari e le vittorie attraverso le quali l’impero della cristianità franca fu dilatato fino alle remote terre dell’oriente europeo. Il ritmo costituisce il più antico esempio altomedievale di planctus, cioè di un genere poetico di compianto, ed è stato preso a modello per altre composizioni analoghe di età carolingia, come l'A solis ortu per la morte di Carlo Magno (814) ed il Planctus Lotharii (841) di Angelberto per il massacro di Fontenoy. È conservato in tre manoscritti neumatici databili tra IX e XI secolo:

1. Bern, Burgerbibliothek, 394
2. Bern, Burgerbibliothek, 455
3. Paris, Bibliothèque Nationale de France, lat. 1154

- Versus de Lazaro: inno ritmico sulla resurrezione di Lazzaro, probabilmente destinato ad uso liturgico, come dimostrato dalla notazione musicale attestata nei manoscritti fin dal IX secolo. Il primo codice che riporta la notazione neumatica è il codice Paris, Bibliothèque Nationale de France, lat. 1154. Il ritmo è tramandato in dieci manoscritti, ma solo il codice Autun, Bibliothèque Bussy-Rabutin, 29 lo riporta integralmente, a differenza dagli altri che riportano solo alcune parti della sequenza narrativa. Il testo è diviso in due sezioni: nella prima parte vi è la parafrasi di Gv 11, 1-45, e il relativo commento teologico di Paolino; mentre nella seconda parte emerge una trattazione esegetico-dottrinale che riesamina i particolari del racconto evangelico in chiave allegorica. Manoscritti:

1. Autun, Bibliothèque Bussy-Rabutin (Bibliothèque Municipale), S 31 (29)
2. Bruxelles, KBR 8860-67 (1351)
3. Firenze, Biblioteca Medicea Laurenziana, Plut. 29.32
4. Lyon, Bibliothèque de la Part-Dieu (olim Bibliothèque Municipale) 559 (477)
5. Paris, Bibliothèque Nationale de France, lat. 1154
6. Paris, Bibliothèque Nationale de France. Bibliothèque de l'Arsenal 227 (348 T.L.)
7. Verona, Biblioteca Capitolare LXXXVIII (83)
8. Verona, Biblioteca Capitolare XC (85)

- Versus de Ioseph: altro ritmo che appartiene, come quello su Lazzaro, al genere dei ritmi parafrastici di tema biblico e che segue in modo lineare la storia biblica del patriarca Giuseppe (Gn 30, 22-24; 37-50), alternando il resoconto delle vicende con le consuete strofe di esegesi. Ci è trasmesso da 8 manoscritti, uno dei quali presenta anche alcune strofe con notazione neumatica, ma sempre in modo incompleto:

1. Autun, Bibliothèque Bussy-Rabutin (Bibliothèque Municipale), S 31 (29)
2. Bern, Burgerbibliothek 455
3. Bruxelles, KBR 8860-67 (1351)
4. Kraków, Biblioteka Jagiellonska, Berol. lat. 4° 676
5. Napoli, Biblioteca Nazionale «Vittorio Emanuele III» IV.G.68
6. Paris, Bibliothèque Nationale de France, lat. 1121
7. Verona, Biblioteca Capitolare XXI (19)
8. Verona, Biblioteca Capitolare LXXXVIII (83)

- Versus confessionis de luctu poenitentiae: ritmo abbecedario in strofe pseudosaffiche che elabora in forma lirica una confessione generale di colpa ed ammissione dei peccati e, infine, di necessaria lode a Dio, proposta come atto penitenziale sia comunitario che individuale. Il ritmo ci è conservato da una decina di manoscritti:

1. Bern, Burgerbibliothek, 100
2. Bern, Burgerbibliothek, 455
3. Città del Vaticano, Biblioteca Apostolica Vaticana, Ottob. lat. 757
4. Città del Vaticano, Biblioteca Apostolica Vaticana, Reg. lat. 334 I
5. Clermont-Ferrand, Bibliothèque du Patrimoine, 240
6. Add.Karlsruhe, Badische Landesbibliothek, Aug. Perg. CXCV
7. München, Bayerische Staatsbibliothek, Clm 27305
8. Paris, Bibliothèque Nationale de France, lat. 1154
9. Paris, Bibliothèque Nationale de France, lat. 8318 II
10. Salzburg, Benediktiner-Erzabtei Sankt Peter, Stiftsbibliothek, a.XI.2

- De nativitate Domini: ritmo in strofe pseudosaffiche a tema cristologico e a destinazione liturgica, che ripercorre la storia della Natività del Signore. Attraverso una sequenza di dodici scene, infatti, sono cantate la nascita di Cristo, l’annunciazione a Maria, l’annunciazione della stella ai Magi, il loro arrivo a Gerusalemme e l’incontro con Erode. Il poeta inserisce poi un’apostrofe contro quest’ultimo, a cui fanno seguito le scene dell’adorazione dei Magi e della strage degli Innocenti. Viene poi descritta la felice dimora paradisiaca dove si allietano eternamente i piccoli martiri, e, infine, la trattazione si chiude con la dossologia trinitaria. L’inno è conservato in sei manoscritti, in due dei quali è corredato dalla notazione neumatica:

1. Bruxelles, KBR, 8860-67 (1351)
2. Napoli, Biblioteca Nazionale «Vittorio Emanuele III», IV.G.68
3. Paris, Bibliothèque Nationale de France, lat. 1154
4. Roma, Biblioteca Angelica, 123 (B.3.18)
5. Verona, Biblioteca Capitolare, LXXXVIII (83)
6. Verona, Biblioteca Capitolare, XC (85)

- De Caritate: ritmo molto noto che rappresenta l’inno all’amore teologale che si avvera nella Chiesa (come è attestato anche in Gv 4, 7-5, 12), e che venne accolto tra i testi liturgici della Settimana Santa. Secondo le testimonianze nell’abbazia benedettina di Montecassino, a partire dal XII secolo, i chierici cantavano l’inno, che presenta il ritornello Ubi caritas est vera, Deus ibi est a conclusione della rievocazione della Lavanda dei piedi nel giorno del Giovedì Santo, nella sala dove era esposta una parte del lino con cui Gesù aveva asciugato i piedi dei suoi discepoli. Fu proprio attraverso l’ambiente liturgico beneventano-cassinese che l’inno giunse nel Pontificale per celebrare il rito della Lavanda, che simboleggia la vera spiritualità cristiana connotata dalla carità. È attestato in una decina di manoscritti, alcuni dei quali presentano la notazione musicale:

1. Benevento, Biblioteca Capitolare 40
2. Bern, Burgerbibliothek 277
3. Bruxelles, KBR 8860-67 (1351)
4. Città del Vaticano, Biblioteca Apostolica Vaticana, Ottob. lat. 145
5. Karlsruhe, Badische Landesbibliothek, Aug. Perg. CXCV
6. London, British Library, Harley 4951
7. Montecassino, Archivio dell'Abbazia (Biblioteca Statale del Monumento Nazionale) 47
8. Oxford, Bodleian Library, Canon. liturg. 159 (S.C. 19290)
9. Paris, Bibliothèque Nationale de France, lat. 903
10. Paris, Bibliothèque Nationale de France, lat. 2077
11. Verona, Biblioteca Capitolare XC (85)

- De Die Paschali: altro ritmo cristologico a destinazione liturgica che, insieme con il De Resurrectione Domini e Regi Regum, costituisce il trittico dei canti inerenti alla celebrazione della Pasqua. Il ritmo celebra la vittoria di Cristo Buon Pastore sulla morte, sviluppandone il tema in 14 strofe che hanno struttura contrappuntistica. I protagonisti della vita, cioè il Cristo, Maria di Magdala, la croce, il buon ladrone, insieme con i credenti, sono contrapposti ai protagonisti della morte: Adamo, Eva, il serpente, Giuda, insieme con i Giudei. La parafrasi evangelica della Resurrezione è intessuta delle implicazioni salvifiche del mistero pasquale, ricavate per lo più dalle epistole di San Paolo. Ogni strofa si conclude con il ritornello che celebra Cristo risorto De sepulcro resurrexit Pastor bonus. Il testo è conservato in tre manoscritti:

1. London, British Library, Harley 4951
2. Paris, Bibliothèque Nationale de France, lat. 242
3. Verona, Biblioteca Capitolare, XC (85)

- In Purificatione Sancte Marie: inno composto per la celebrazione della festa della purificazione di S. Maria, il 2 febbraio. Gran parte del ritmo è costituita dalla parafrasi di Lc 2, 22-35, ossia dell’episodio della presentazione di Gesù al tempio di Gerusalemme. Manoscritti:

1. Città del Vaticano, Biblioteca Apostolica Vaticana, Vat. lat. 7172
2. Paris, Bibliothèque Nationale de France, lat. 1092
3. Roma, Biblioteca Angelica 123 (B.3.18)

- In quadrigesima: ritmo quaresimale, in passato attribuito ad Ambrogio, che in dieci strofe sviluppa il tema della preparazione dei fedeli alla Pasqua, proposta come tempo dell’ascesi e del digiuno. Manoscritti:

1. Bruxelles, KBR 8860-67 (1351)
2. Città del Vaticano, Biblioteca Apostolica Vaticana, Vat. lat. 7172
3. Paris, Bibliothèque Nationale de France, lat. 1092

- De resurrectione Domini: inno a destinazione liturgica, in cui Paolino mira a celebrare la Pasqua di Cristo nella straordinaria complessità dei suoi eventi storico-salvifici, disposti nella cornice del tempo liturgico estesa fino alla vigilia dell’Ascensione e della Pentecoste. La parafrasi poetica del racconto della crocifissione, della Resurrezione e delle apparizioni di Cristo risorto si alterna a interventi di meditativa contemplazione. Manoscritti:

1. Bruxelles, KBR 8860-67 (1351)
2. Città del Vaticano, Biblioteca Apostolica Vaticana, Vat. lat. 7172
3. Kraków, Biblioteka Jagiellonska, Berol. lat. 4° 676 (A, B, C)
4. Le Mans, Médiathèque Louis Aragon (olim Bibliothèque Municipale) 134
5. Paris, Bibliothèque Nationale de France, lat. 1092
6. Verona, Biblioteca Capitolare XC (85)

- De sancto Marco evangelista: ritmo anonimo, attribuito a Paolino per la prima volta da Gian Francesco Madrisio, che nel 1737 curò l’edizione dell'opera omnia, in prosa e in versi, del patriarca di Aquileia. Il ritmo rappresenta una testimonianza di quella che è conosciuta come la legenda Marciana, la narrazione, cioè, delle origini cristiane di Aquileia riferite all’evangelista Marco. Manoscritti:

1. Città del Vaticano, Biblioteca Apostolica Vaticana, Vat. lat. 7172
2. Paris, Bibliothèque Nationale de France, lat. 1092

- De sanctis Petro et Pauli: inno in onore dei santi Pietro e Paolo, destinato senza dubbio all’uso liturgico, come dimostra anche la tradizione manoscritta più antica, che ne riporta la melodia. Fu composto verosimilmente con l’intento di consolidare la tradizione celebrativa della festa del 29 giugno, introdotta nel calendario aquileiese in epoca recente rispetto al tempo di Paolino. Manoscritti:

1. Città del Vaticano, Biblioteca Apostolica Vaticana, Vat. lat. 7172
2. Paris, Bibliothèque Nationale de France, lat. 1092

- In dedicatione ecclesie: ritmo di chiara destinazione liturgica, attribuito a Paolino dalla tradizione manoscritta, ma di cui non è dato evincere dal contenuto quale sia stata l’occasione della composizione. Vi si celebra la dedicazione di una chiesa, forse la stessa basilica di Aquileia, oppure la ricorrenza annuale della sua consacrazione. Manoscritti:

1. Città del Vaticano, Biblioteca Apostolica Vaticana, Vat. lat. 7172
2. Paris, Bibliothèque Nationale de France, lat. 1092

- Oratio pro aeris temperie: inno per invocare un mutamento del tempo più favorevole alla coltivazione dei campi, probabilmente pensato per l’esecuzione nel corso di una processione, al cui interno potevano essere inserite due strofe alternative, per richiedere l’arrivo della pioggia o la sua cessazione. Manoscritti:

1. Monza, Biblioteca Capitolare e-14/127
2. München, Bayerische Staatsbibliothek, Clm 2990 (Amb. 10)
3. Wolfenbüttel, Herzog August Bibliothek, Weiss. 91 (4175)

- Versus de bonis sacerdotibus e Versus de malis sacerdotibus: coppia di ritmi abbecedari, dei quali il primo descrive e definisce le qualità del buon vescovo, mentre il secondo, speculare al precedente, denuncia i contrari vizi del cattivo pastore. I due ritmi compaiono nel codice di San Gallo 573, ff. 469-470 (IX-X secolo) e nel codice Parigino lat. 528, ff. 129-130, attribuiti a Paolo Diacono. Oggi, tuttavia, diversi studiosi propendono per la paternità di Paolino, attraverso considerazioni sia dal punto di vista dello stile che del contenuto. Interessante, infatti, è il legame con la Sponsio episcoporum ad sanctam Aquileiensem sedem, documento redatto fra l’800 e l’803 (conservato nel manoscritto Città del Vaticano, Biblioteca Apostolica Vaticana, Vat. lat. 1322), che mette in scena Paolino nel vivo delle sue funzioni di vescovo metropolita: si tratta, infatti, di una dichiarazione che ciascun vescovo suffraganeo doveva sottoscrivere, giurando che non solo avrebbe conservato la retta fede cattolica ed obbedito ai suoi sacri canoni, ma anche mantenuto in privato una condotta morale ineccepibile e di essere diligente nella celebrazione delle sue funzioni ecclesiastiche.

- Versus de destructione Aquileiae numquam restaurandae: ritmo, di dubbia attribuzione, appartenente al genere elegiaco del planctus. Gli unici due codici che lo tramandano ne tacciono, infatti, l’attribuzione, ma è stato ricondotto per la prima volta a Paolino da Madrisio nella sua edizione del 1737 in virtù della forma metrica, in strofe pseudosaffiche. Si tratta di un lamento per la condizione presente di desolata rovina in cui giace Aquileia, distrutta nel 452 dalle invasioni unne, a cui fa da contrappunto la sua passata gloriosa grandezza e l’antico splendore dei suoi monumenti e dei suoi edifici. Il poeta riconosce come causa della sua attuale prostrazione il peccato della superbia, per il quale essa avrebbe attirato su di sé la punizione divina, e ricorda la conquista e la distruzione da parte del crudele Attila, a sua volta condannato per la sua stessa cruda ed empia ferocia inferta alla città sconfitta. Manoscritti:

1. 's Gravenhage, Koninklijke Bibliotheek 74.J.9 (830)
2. Wien, Österreichische Nationalbibliothek 891

### Epistole
- Ad Zachariam: epistola metrica, in esametri, indirizzata a un presbitero di nome Zaccaria, sacerdote della corte di Carlo Magno, per ringraziarlo dell’invio di alcuni componimenti poetici. L’opera ci è conservata da un solo manoscritto: Oxford, Bodleian Library, Add. C 144.

- Ad amicum ignotum: altra epistola esametrica, mutila dei versi iniziali che avrebbero potuto rivelarne il destinatario, probabilmente da identificare con un altro vescovo. Il frammento superstite contiene la rievocazione parafrastica di due episodi evangelici decisivi nella vita di Gesù, ossia il battesimo nel fiume Giordano e la trasfigurazione sul monte Tabor. Anche in questo caso, l’opera ci è trasmessa da un solo manoscritto: Paris, Bibliothèque Nationale de France, lat. 653.